# ملیح‌آباد
ملیح‌آباد (به انگلیسی: Malihabad) یک منطقهٔ مسکونی در هند است که در Lucknow district واقع شده‌است.

## خصوصیات
ملیح‌آباد ۱۵٬۸۰۶ نفر جمعیت دارد و ۱۲۸ متر بالاتر از سطح دریا واقع شده‌است.